# Sladkovodní ryba

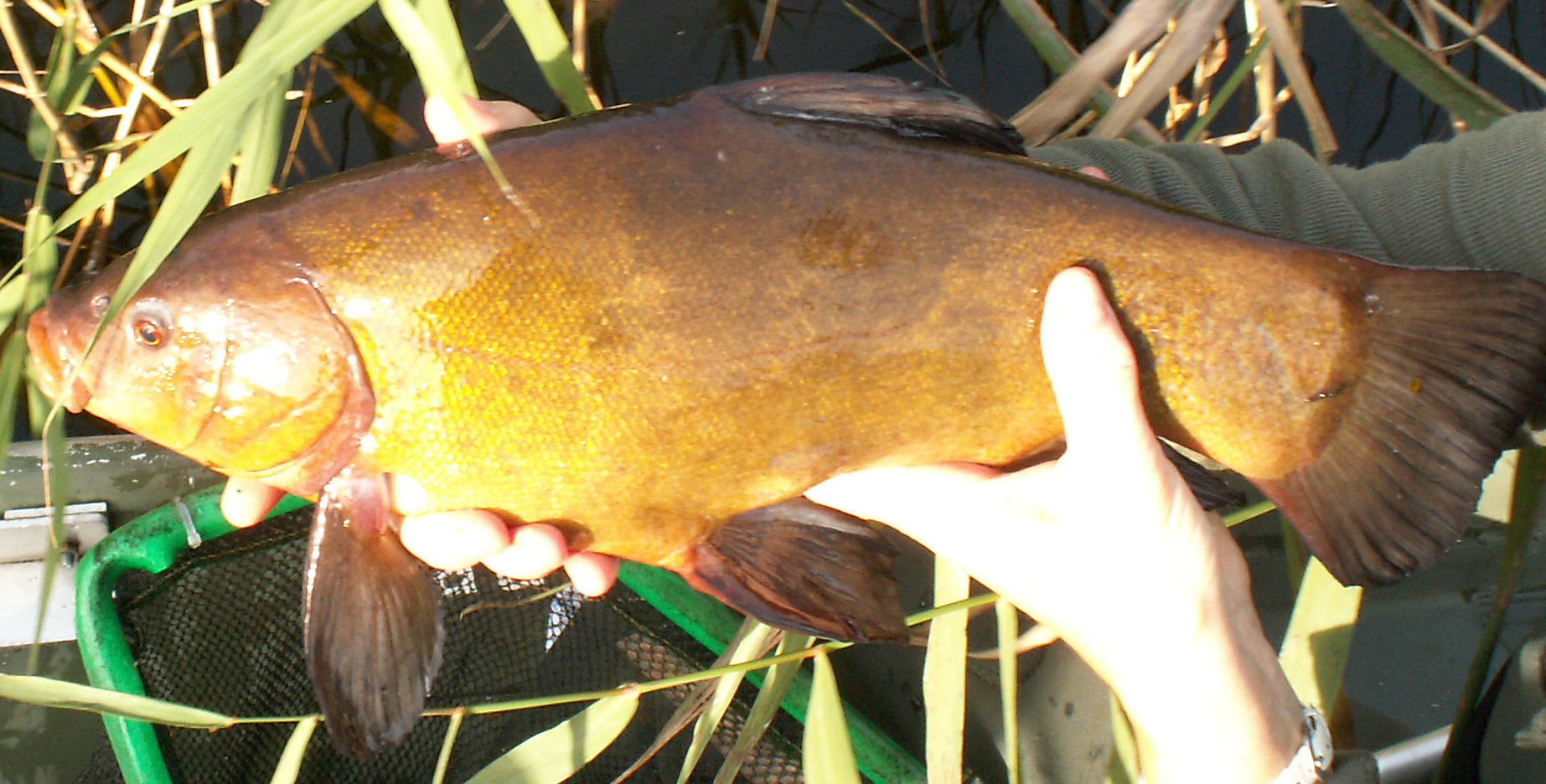
Lín obecný je běžnou sladkovodní rybou

Sladkovodní ryba je ryba, která žije ve sladkých vodách jakou jsou třeba řeky, jezera a rybníky se salinitou menší než 0,05 %. Tato prostředí se od mořského liší v mnoha ohledech, přičemž nejočividnějším je právě rozdíl v salinitě. Aby ryba přežila ve sladké vodě, potřebuje řadu fyziologických adaptací, které jí napomáhají udržet vyrovnanou koncentraci iontů v těle. 41 % všech známých druhů ryb se nachází ve sladkovodním prostředí. Je to především díky rychlé speciaci, kterou rozptýlené biotopy umožňují. Při zkoumání jezer a rybníků je možné použít stejné základní modely speciace jako při studiu ostrovní biogeografie.

## Fyziologie
Sladkovodní ryby se od slanovodních liší fyziologicky v několika ohledech. Jejich žábry musí být schopny získat plyny rozpuštěné ve vodě a přitom udržet hladinu soli v tělních tekutinách. Jejich šupiny omezují prosakování vody skrze kůži: Sladkovodní ryba, která ztratí příliš mnoho šupin, zemře. Taktéž se jim vyvinuly ledviny, které z tělních tekutin před jejich vyloučením získají zpět sůl.

## Migrující ryby

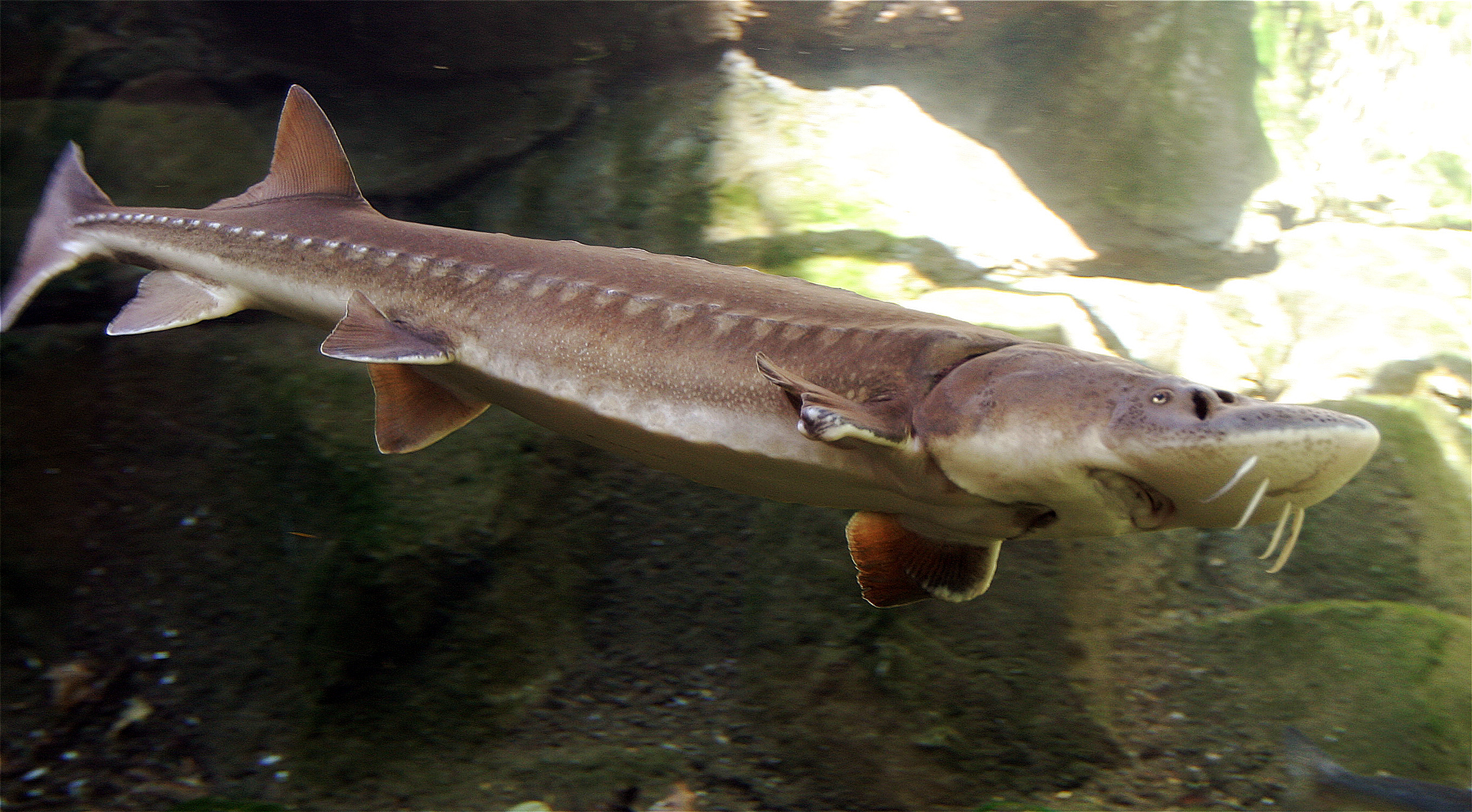
Jeseter může mít jak anadromní, tak sladkovodně stacionární formu

Mnoho druhů ryb se rozmnožuje ve sladké vodě, ale přitom většinu svého dospělého života tráví v moři. Tyto ryby jsou známy jako anadromní a patří mezi ně např. losos, pstruh a koljuška tříostná. Některé druhy ryb se naopak rodí ve slané vodě, ale většinu dospělého života stráví ve sladkých vodách, tyto ryby se nazývají katadromní. Patří mezi ně například úhoř.
Druhy migrující mezi sladkou a slanou vodou potřebují adaptace pro obě prostředí. V mořské vodě potřebují udržet hladinu soli v těle pod úrovní okolí a vice versa. Mnoho druhů tento problém vyřešilo tím, že pro různá stádia svého života zvolilo různá prostředí. Jak úhoři tak anadromní lososovití a mořské mihule mají odlišné tolerance na salinitu v různých obdobích svého života.